# Aferim!
Aferim! (dosł. Brawa!) – rumuński film historyczny z elementami westernu z 2015 roku w reżyserii Radu Judego, zrealizowany w ramach koprodukcji międzynarodowej z Bułgarią, Czechami i Francją. 
Światowa premiera filmu mała miejsce 11 lutego 2015 roku podczas 65. MFF w Berlinie, w ramach którego obraz brał udział w konkursie głównym. Na tym festiwalu reżyser filmu Radu Jude otrzymał  Srebrnego Niedźwiedzia za najlepszą reżyserię.
Polska premiera filmu miała miejsce 25 lipca 2015 roku w ramach 15. MFF Nowe Horyzonty we Wrocławiu. Do ogólnopolskiej dystrybucji obraz wszedł w dniu 27 listopada 2015 roku.
Film został wyselekcjonowany jako oficjalny kandydat Rumunii do Oscara za najlepszy film nieanglojęzyczny podczas 88. ceremonii wręczenia Oscarów, ale ostatecznie nie otrzymał nominacji.

## Fabuła
Akcja filmu rozgrywa się w XIX wieku, na Wołoszczyźnie. Iordache, jeden z bojarów, wynajmuje policjanta Costandina, aby ten odnalazł Cygana, który miał romans z jego żoną Sultaną. Cygan był niewolnikiem w posiadłościach bojara, zanim zdecydował się uciec.

## Obsada
- Teodor Corban jako Costandin
- Mihai Comanoiu jako Ioniță
- Toma Cuzin jako Carfin Pandolean
- Alexandru Dabija jako Iordache Cîndescu
- Luminița Gheorghiu jako Smaranda Cîndescu
- Victor Rebengiuc jako Stan Paraschiv
- Alberto Dinache jako Țintiric
- Alexandru Bindea jako duchowny na drodze
- Mihaela Sirbu jako Sultana
- Adina Cristescu jako Zambila
- Șerban Pavlu jako podróżnik
- Gabriel Spahiu jako Vasile

i inni

## Produkcja
Zdjęcia kręcono w Dobrudży (góry Măcin w okręgu Tulcza) oraz na Wołoszczyźnie (okręg Giurgiu).

## Nagrody i nominacje
65. Międzynarodowy Festiwal Filmowy w Berlinie
- nagroda: Srebrny Niedźwiedź dla najlepszego reżysera − Radu Jude
- nominacja: Złoty Niedźwiedź − Radu Jude

28. ceremonia wręczenia Europejskich Nagród Filmowych
- nominacja: Najlepszy Europejski Scenarzysta − Radu Jude i Florin Lazarescu

29. ceremonia wręczenia Europejskich Nagród Filmowych
- nominacja: Nagroda Publiczności (People's Choice Award) − Radu Jude